# 江小白
江小白是中華人民共和國重慶市重庆江小白酒业有限公司旗下的一個白酒品牌，自稱市場定位為年輕人。

## 历史
由陶石泉創辦於2012年。其酿酒基地江记酒庄位於重慶市江津區白沙镇。江小白的產品包裝為磨砂玻璃瓶，玻璃瓶上會標有一个戴著黑框眼镜，穿黑色长风衣，名為“江小白”的卡通形象以及語錄，並以此形象合作製作了動畫作品《我是江小白》。2016年，江小白白酒首次出口。
同年收購拥有“重庆市非物质文化遗产——江津烧酒酿造技艺”的驴溪酒厂。

## 外部連結
- 官方网站